# 孔子改制考
《孔子改制考》是康有为的一部著作，共二十一卷，1897年出版。
康有为认为《六经》是孔子为了“讬古改制”的作品，假托於尧、舜之言论，康有為宣稱：“凡六經，皆孔子所作，昔人言孔子刪述者，誤也。”康有為因此提出变法要求。廖平認為《孔子改制考》是抄襲他的《知聖篇》。

## 各卷内容
以下列出該書各卷内的小標題，以備讀者查閲。
- 卷一 上古茫昧無稽考
- 卷二 周末諸子並起創教考
  - 諸子並起創教總義
  - 子桑伯子創教
  - 原壤創教
  - 棘子成創教
  - 管子創教
  - 晏子創教
  - 少正卯創教
  - 許行創教
  - 子莫創教
  - 白圭創教
  - 陳仲子創教
  - 墨家創教
  - 道家創教
  - 法家創教
  - 名家創教
  - 陰陽家創教
  - 縱橫家創教
  - 兵家創教
  - 附錄諸家創教緒論
- 卷三 諸子創教改制考
  - 墨子改制
  - 管子改制
  - 晏子改制
  - 棘子成原壤老子改制
  - 楊子改制
  - 宋鈃尹文慎到改制
  - 惠子改制
  - 許子改制
  - 白圭改制
  - 騶子改制
  - 公孫龍改制
  - 鄧析改制
  - 林既改制
  - 商君申子韓非子改制
- 卷四 諸子改制托古考
  - 托古要旨
  - 墨子托古
  - 老子托古
  - 楊子托古
  - 莊子托古
  - 列子托古
  - 騶子托古
  - 尸子托古
  - 商君托古
  - 韓非托古
  - 管子托古
  - 呂氏托古
  - 內經托古
  - 鶡冠子托古
  - 淮南子托古
  - 方士托古
- 卷五 諸子爭教互攻考
  - 諸子互攻總義
  - 墨攻諸子
  - 墨攻楊朱
  - 墨攻吳慮
  - 老攻儒墨
  - 老攻墨學
  - 老攻名家
  - 老攻法術家
  - 老攻刑名法術縱橫家
  - 老攻諸子
  - 儒道攻法術家
  - 儒道攻諸子
  - 名法家交攻
  - 名家攻縱橫家
  - 法家攻楊學
- 卷六 墨老弟子後學考（表附）
  - 墨子弟子後學
    - 戰國墨子後學
      - 禽滑釐 許犯 田繫 索盧參
      - 孟勝 田襄子 徐弱
      - 相里勤 五侯 苦獲 已齒 鄧陵子 相夫氏
      - 公孫龍 桓團 惠施 黃繚
      - 程繁
      - 荊耕柱
      - 管黔氵放 高石子
      - 高何 縣子石
      - 駱滑氂
      - 弦唐子
      - 跌鼻
      - 公尚過
      - 曹公子
      - 彭輕生子
      - 勝綽 高孫子
      - 魏越
      - 宋鈃 尹文
      - 夷之
      - 腹䵍
      - 謝子 唐姑果
      - 田鳩
      - 墨者師
      - 聶政 荊軻 田光 高漸離

    - 西漢墨子後學
      - 朱家 田仲
      - 季布 季心
      - 劇孟 王孟 瞷氏 陳氏 周庸 白氏 韓無辟 薛况 韓况 韓孺 郭解 籍少公 樊仲子 趙王孫 高公子 郭公仲 鹵公孺 兒長卿 田君孺 姚氏 杜氏 仇景 趙他羽 趙調
      - 灌夫
      - 鄭當時 汲黯
      - 宛俠 野王俠 種代俠
      - 原涉 杜君敖 韓幼孺 繡君賓 漕中叔子少遊

    - 東漢墨子後學 
      - 劉林
      - 隗崔
      - 王遵
      - 竇融
      - 馬嚴 馬敦
      - 杜保
      - 杜碩
      - 王渙
      - 鄭颯 董騰

  - 老子弟子後學
    - 戰國老子後學
      - 關尹
      - 楊朱 孟孫陽 心都子
      - 庚桑楚 南榮趎
      - 莊周
      - 列禦寇 百豐
      - 彭蒙 田駢 慎到 接子 環淵 顏斶
      - 鬼谷 蘇秦蘇代 蘇厲 州侯 張儀 陳軫 史舉 甘茂甘羅 虞卿 范雎 蔡澤 尉繚
      - 申不害 韓非

    - 秦漢間老子後學
      - 河上丈人 安期生 毛翕公 樂瑕公 樂臣公 蓋公 蒯通 田叔

    - 西漢老子後學
      - 黃石 張良
      - 曹參
      - 陳平
      - 王仲
      - 孝文帝 竇太后
      - 張恢 晁錯 宋孟 劉帶 鄧章
      - 劉安
      - 司馬季主
      - 司馬談
      - 王生 張釋之
      - 直不疑 張歐
      - 鄭當時 汲黯
      - 田生 韓安國
      - 劉德
      - 郅都 寧成 周養由 司馬安 趙禹 張湯 王朝 義縱 平氏 朱彊 杜衍 王溫舒 楊皆 麻戊 楊贛 成信 尹齊 楊僕 減宣 杜周
      - 主父偃
      - 李少君
      - 田廣明 田延年 嚴延年 尹賞尹立
      - 蔡勳

    - 東漢老子後學
      - 安丘先生耿况子弇 王伋
      - 任隗
      - 杜房
      - 成翊世
      - 欒巴
      - 王景
      - 折像
      - 高恢 矯慎
      - 樊曄子融
      - 周糹亏
      - 陽球
      - 桓帝
      - 張角
      - 張陵子衡 張魯

  - 墨老弟子後學表
    - 墨子弟子後學表一 戰國
    - 墨子弟子後學表二 西漢
    - 墨子弟子後學表三 東漢
    - 老子弟子後學表一 戰國
    - 老子弟子後學表二 秦楚之際
    - 老子弟子後學表三 西漢
    - 老子弟子後學表四 東漢
- 卷七 儒教為孔子所創考
  - 孔子創儒顯證
  - 孔子自明創儒大義
  - 孔子弟子後學發明創儒大義
  - 異教非儒專攻孔子知儒為孔子所特創
  - 孔子創儒後其服謂之儒服
  - 孔子創儒後其書謂之儒書
  - 孔子創儒後諸弟子傳其口說謂之儒說
  - 孔子創儒後從其教者謂之儒生
- 卷八 孔子為制法之王考
  - 孔子為制法之王顯證
  - 孔子為新王
  - 孔子為素王
  - 孔子為文王
  - 孔子為聖王
  - 孔子為先王
  - 孔子為後王
  - 孔子為王者
  - 孔子托王於魯
  - 孔子為制法之王總義
- 卷九 孔子創儒教改制考
  - 明孔子改制總義
  - 孔子與弟子商定改制大義
  - 孔子弟子後學發明改制大義
  - 據異教攻儒專攻制度知制為孔子所改
  - 明儒服為孔子創制
  - 明孔子親迎之制
  - 明孔子立嗣之制
  - 明喪葬之制為孔子改定者
  - 孔子定削封建大一統之制
  - 明授時乃孔子之制
  - 明孔子制土籍田之制
  - 明選舉為孔子之制
  - 明孔子定刑罰之制
  - 明孔子定姓之義
  - 明孔子定禮樂之義
  - 明孔子作經以改制
- 卷十 六經皆孔子改制所作考（纬书附）
  - 詩為孔子所作
  - 書為孔子所作
  - 禮為孔子所作
  - 樂為孔子所作
  - 易為孔子所作
  - 春秋為孔子所作
  - 總論六經為孔子所作
- 卷十一 孔子改制托古考
- 卷十二 孔子改制法堯舜文王考
  - 孔子法堯舜文王總義
  - 孔子法堯舜
  - 孔子法文王
  - 孔子改制後弟子後學皆稱堯舜
  - 孔子改制後弟子後學皆稱文王
- 卷十三 孔子改制弟子時人據舊制問難考
  - 孔子改制弟子據舊制問難
  - 孔子改制時人據舊制問難
  - 弟子仍舊制 孔子以所改之制定之
  - 時人仍舊制 弟子以孔子所改之制告之
  - 孔子改制後 弟子從之而舍舊制
  - 孔子改制後 時人從之而舍舊制
  - 時人惑舊制 後學以孔子所改之制辟之
  - 時人別創新制 後學以孔子所改之制折之
- 卷十四 諸子攻儒考
  - 春秋時諸子攻儒
  - 戰國時諸子攻儒
  - 秦時諸子攻儒
  - 兩漢時諸子攻儒
- 卷十五 墨老攻儒尤盛考
  - 墨學攻儒
  - 老學攻儒
- 卷十六 儒墨爭教交攻考
  - 儒墨互攻
  - 儒攻墨
  - 墨攻儒
- 卷十七 儒攻諸子考
  - 儒攻諸子總義
  - 儒攻管子晏子
  - 儒攻子桑伯子
  - 儒攻原壤
  - 儒攻棘子成
  - 儒攻少正卯
  - 儒攻老子
  - 儒攻楊墨
  - 儒攻法家
  - 儒攻名家
  - 儒攻縱橫家
  - 儒攻兵家
  - 儒攻宋鈃
  - 儒攻許子
  - 儒攻陳仲子
  - 儒攻騶子
  - 儒攻淳于髡
  - 儒攻子莫
  - 儒攻白圭
  - 皆不知名雜教 荀子攻之與孟子同
- 卷十八 儒墨最盛並稱考
  - 儒墨最盛
  - 儒墨並稱
- 卷十九 魯國全從儒教考
  - 魯人從儒通論
  - 孔子負聖人之譽 吳太宰魯叔孫陳大夫所言 中外皆稱之如此
  - 孔子為吏自行其道
  - 魯人盡服孔子之教
  - 魯能尊敬孔子之子孫弟子後學加崇異禮
  - 魯之儒生戰國秦漢時尤盛
- 卷二十 儒教遍傳天下戰國秦漢時尤盛考
  - 孔子弟子後學徧傳儒教於天下
  - 天下皆尊慕孔子服從儒教
  - 儒教盛行於戰國
  - 儒教盛行於秦
  - 儒教盛行於漢初
- 卷二十一 漢武帝後儒教一統考
  - 漢武帝罷黜百家專崇儒教
  - 漢武後特尊孔子加崇異禮
  - 漢武後崇尚儒術盛行孔子學校之制
  - 漢武後崇尚儒術盛行孔子選舉之制
  - 兩漢帝者及諸侯王皆受經通儒術皇后附
  - 兩漢帝者屢詔諸儒評定五經以一學術
  - 兩漢廷議多召儒生
  - 兩漢學人皆從儒教
  - 兩漢郡吏皆以儒術化民